# .guru

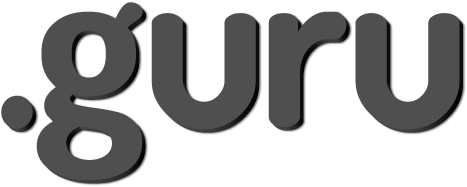
Logo de .guru

.guru est un domaine Internet de premier niveau générique non-restreint.
Ce domaine est destiné aux personnes ayant des connaissances approfondies dans un domaine d'activité.
Bien que le domaine soit destiné aux personnes ayant des connaissances approfondies dans un domaine d'activité, il est ouvert à tous sans restrictions.

## Historique
Le domaine .guru a été créé en janvier 2014.

## Statistiques d'usage
En janvier 2025, environ 54 000 domaines utilisent l'extension .guru.